# Primo palindromo
Un primo palindromo è un numero primo che è anche un numero palindromo, ossia rimane invariato leggendolo da destra a sinistra. La palindromicità dipende dalla base del sistema di numerazione, a differenza della primalità che è indipendente dalla base. I più piccoli primi palindromi in base 10 sono:
2, 3, 5, 7, 11, 101, 131, 151, 181, 191, 313, 353, 373, 383, 727, 757, 787, 797, 919, 929, 10301, 10501, 10601, 11311, 11411, 12421, 12721, 12821, 13331, 13831, 13931, 14341, 14741, 15451, 15551, 16061, 16361, 16561, 16661, 17471, 17971, 18181, 18481, 19391, 19891, 19991
Si può notare che nella lista non vi sono primi palindromi di 2 o 4 cifre, fatta eccezione per 11, quinto elemento della lista. Considerando il test di divisibilità per 11, si può facilmente dedurre che tutti i numeri palindromi con un numero pari di cifre sono divisibili per 11 e, quindi, non sono primi.
Non si sa se vi siano infiniti numeri primi palindromi in base 10. Ad Agosto 2018 il più grande primo palindromo conosciuto è 10474500 + 999 · 10237249 + 1 composto da 474501 cifre e scoperto da Serge Batalov.
Paulo Ribenboim attribuisce comunque a Harvey Dubner il titolo di principale scopritore di primi palindromi grandi dal momento che la scoperta della maggior parte dei più grandi numeri primi di questo tipo porta la sua "firma".
In binario, i primi palindromi più facili da trovare sono i primi di Mersenne, poiché sono anche primi repunit. I primi 4 numeri primi palindromi in base 2, eccettuando i primi di Mersenne, sono 5 (101), 17 (10001), 73 (1001001) e 107 (1101011).
Ribenboim definisce primi triplamente palindromi quelli che, oltre ad essere palindromi, hanno anche un numero di cifre che è un primo palindromo. Per esempio, 1011310 + 4661664 · 105652 + 1, che ha 11311 cifre. O anche 11, essendo un primo palindromo ed essendo composto da due cifre. È possibile che un primo triplamente palindromo in base 10 possa essere palindromo in qualche altra base, per esempio nel sistema binario, ma sarebbe una coincidenza notevole se esso fosse triplamente palindromo anche in quella base.